# Новицкий, Алексей Николаевич
Алексей Николаевич Новицкий (род. 5 сентября 1977) — белорусский футболист, полузащитник.

## Биография
Начинал взрослую карьеру в старшей команде минского РУОР, выступавшей в то время из-за партнёрского соглашения с мозырским МПКЦ под названиями МПКЦ-2 и МПКЦ-96. В составе команды провёл два сезона во второй лиге.
В 1997 году дебютировал в высшей лиге Беларуси, сыграв 5 матчей за одного из аутсайдеров сезона — «Шахтёр» (Солигорск). Затем выступал во второй лиге за «Реал» (Минск) и в первой — за «Рогачёв». В 2000 году вернулся в высшую лигу и отыграл сезон за минское «Торпедо», в его составе стал финалистом Кубка Беларуси 1999/00.
В 2001 году стал победителем второй лиги с минским «Локомотивом», затем снова играл в первой лиге за рогачёвский клуб, переименованный в «Днепр-ДЮСШ-1». Занял четвёртое место среди бомбардиров первой лиги 2002 года (15 голов). В 2003 году перешёл в «Ведрич» (Речица), где провёл три года и в сезоне 2004 года стал серебряным призёром первой лиги. С 2006 года в течение шести сезонов выступал за «Химик» (Светлогорск), провёл 140 матчей в первенствах страны. Серебряный (2008) и бронзовый (2006) призёр первой лиги. В конце карьеры играл во второй лиге за «Жлобин» и снова за команду из Рогачёва.
Всего в высшей лиге Беларуси сыграл 23 матча и забил один гол. В первой лиге — более 250 матчей.

## Достижения
- Финалист Кубка Беларуси: 1999/00
- Серебряный призёр первой лиги Беларуси: 2004, 2008
- Бронзовый призёр первой лиги Беларуси: 2006